# Mieczysław Halicki

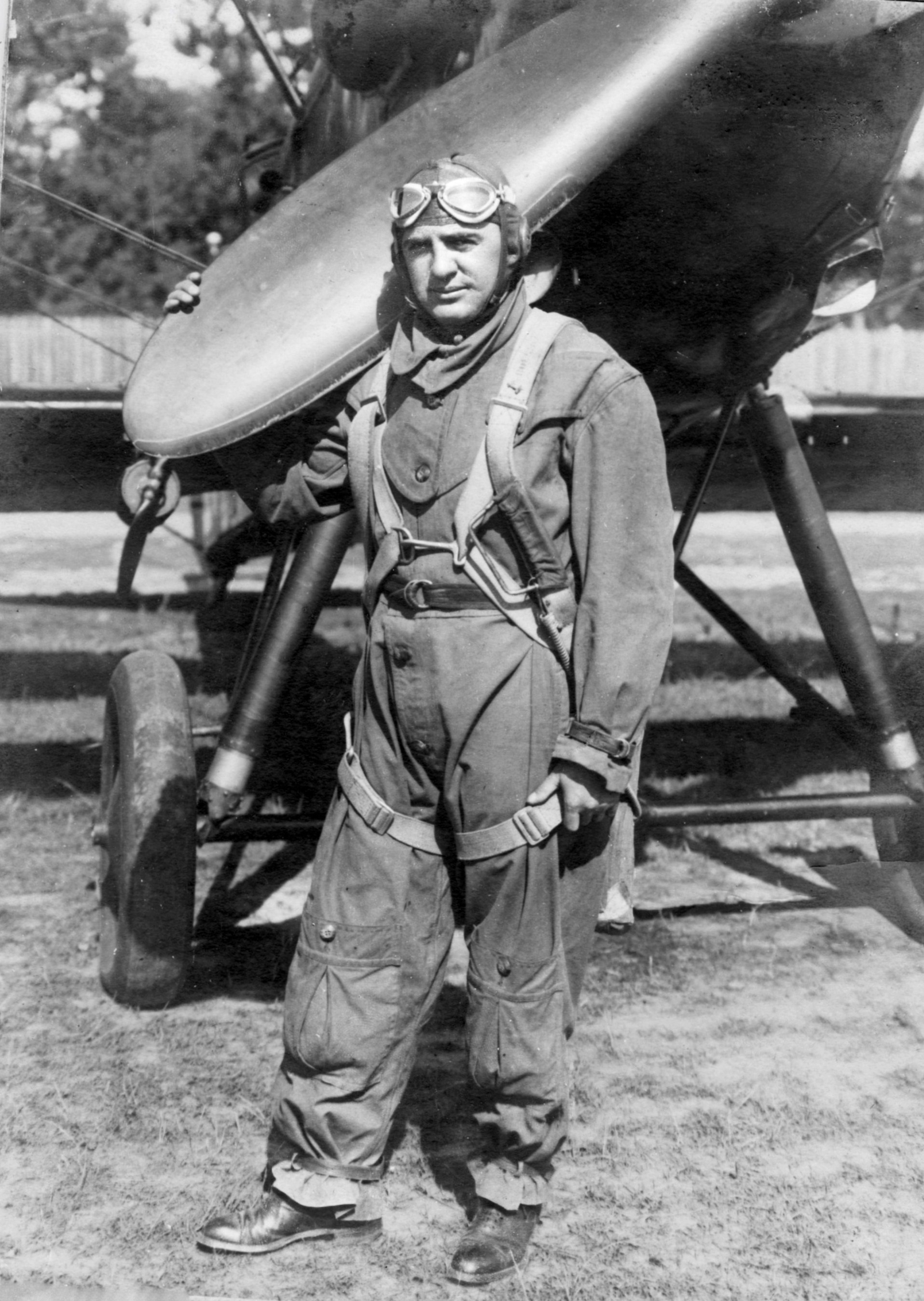
Mieczysław Halicki przy samolocie Potez XXV, w czasie służby w 1 Pułku Lotniczym

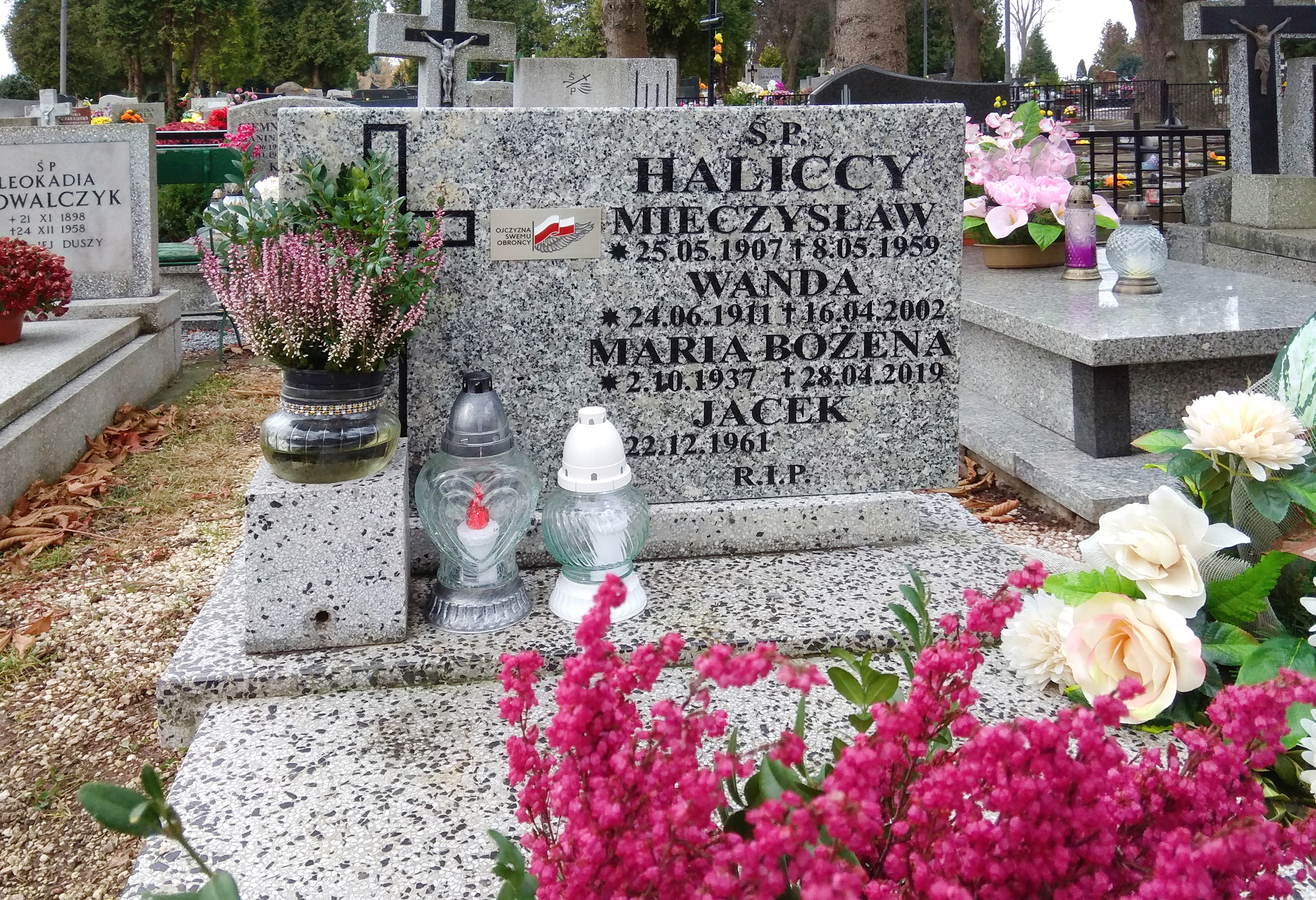
Grób Mieczysława Halickiego na Cmentarzu Komunalnym w Kłodzku

Mieczysław Halicki (ur. 25 maja 1907 w Trembowli, zm. 8 maja 1959 w Kłodzku) – sierżant pilot Wojska Polskiego II Rzeczypospolitej, żołnierz Polskich Sił Zbrojnych, członek i aktywny działacz PPS, przewodniczący Miejskiej Rady Narodowej w Kłodzku.

## Dzieciństwo i młodość
Mieczysław Halicki urodził się w rodzinie Jana i Katarzyny z domu Okońskiej. Po ukończeniu szkoły powszechnej przeniósł się do Lwowa. Tam uzyskał średnie wykształcenie w Państwowej Szkole Technicznej, a następnie zgłosił się do Wojska Polskiego.

## Służba wojskowa
W lutym 1929 r. rozpoczął naukę w Centralnej Szkole Podoficerów Pilotów Lotnictwa w Bydgoszczy, którą ukończył w sierpniu tego roku. W stopniu starszego szeregowego pilota został przydzielony do 61 Eskadry Liniowej w 6 pułku lotniczym we Lwowie. Służył w niej przynajmniej do maja 1932 r., pilotując Potezy XVII. Brak informacji na temat jego przydziałów w ciągu kolejnego roku. 7 kwietnia 1933 r. został przeniesiony do 62 eskadry liniowej lwowskiego pułku, wyposażonej w tamtym okresie w Potezy XXV. W sierpniu 1934 r. eskadra trenowała intensywnie loty nocne. W nocy z 21 na 22 sierpnia w czasie przelotu z Poznania do Lwowa w pilotowanym przez Halickiego Potezie XXV skończyło się paliwo. Wobec niemożności lądowania w ciemności załoga (drugim jej członkiem był por. obs. Zbigniew Osuchowski) wyskoczyła na spadochronach i uratowała się bez obrażeń, samolot natomiast uległ całkowitemu zniszczeniu.
Halicki służył w 62 eskadrze do ok. 1936–1937 r., potem został przesunięty do 63 eskadry towarzyszącej, wyposażonej w samoloty Lublin R.XIII. 27 lutego 1939 r. trafił do 1 pułku lotniczego w Warszawie, a od 1 marca służył w 16 eskadrze tegoż pułku. 22 maja 1939 r. z jednostką został skierowany na szkołę ognia na poligon Trauguttowo koło Brześcia. Ćwiczenia trwały do 3 czerwca.

## II wojna światowa

### Kampania wrześniowa
Wobec napiętej sytuacji politycznej w Europie, latem 1939 r. jednostki 1 Pułku Lotniczego rozpoczęły mobilizację. W 16 Eskadrze została ona zakończona 25 sierpnia. Na polowe lotnisko Pęchery samoloty – siedem Lublinów R-XIII i dwa RWD-8 – odleciały 31 sierpnia. Po wybuchu wojny przez pierwszych kilka dni eskadra nie wykonywała działań, pozostając w dyspozycji dowódcy Okręgu Korpusu I gen. bryg. Mieczysława Ryś-Trojanowskiego. 5 września przydział jednostki zmieniono, przekazując ją do dyspozycji Naczelnego Dowódcy Lotnictwa i Obrony Przeciwlotniczej, gen. bryg. Józefa Zająca. W czasie wojny wielokrotnie zmieniała miejsce postoju (lądowiska: Ogrodzieniec, z powrotem Pęchery, Kołbiel, Czerwony Bór, Niepokojczyce, Górniki, rejon Tarnopola, Horodenka), ostatecznie ewakuując się wieczorem 17 września 1939 r. do Rumunii. Z powodu trudnych warunków atmosferycznych i braku map dowódca, kpt. obs. Eugeniusz Lech, w rejonie Kołomyi rozkazał spalić samoloty i ruszyć całością sił ku granicy rzutem kołowym. Wiadomo o dwóch lotach bojowych wykonanych przez Halickiego. 10 września z dowódcą I plutonu 16 eskadry, por. obs. Janem Lemieszonkiem, poleciał z rozkazami gen. bryg. Józefa Zająca dla dowódcy Armii „Kraków”. W nocy z 11 na 12 września ponownie dostarczył rozkazy Naczelnego Dowódcy Lotnictwa i Obrony Przeciwlotniczej, tym razem dla dowódcy Armii Karpaty.

### Kampania francuska 1940
W Rumunii Halicki był internowany m.in. w obozie w mieście Caracal na południu kraju. Uciekł stamtąd i drogą morską, przez Morze Czarne i Bejrut, dostał się do Francji, gdzie znowu znalazł się w lotnictwie. 30 stycznia 1940 r. zameldował się w Centrum Wyszkolenia Lotnictwa w bazie Lyon-Bron. 1 marca 1940 r. w grupie 19 pilotów pod dowództwem kpt. pil. Janusza Araszkiewicza wyjechał z Lyon-Bron do Centre d’Instruction au Bombardement (Centrum Szkolenia Bombowego) na lotnisku Chateauroux-La Martinerie. Po przybyciu na miejsce trafił do grupy 9 pilotów przydzielonych do szkolenia na samolotach Potez 568. 12 czerwca 1940 r. przeniesiono go z sześcioma innymi pilotami do bazy Tarbes. 14 czerwca 1940 r. powrócił do Chateauroux celem przydziału do jednostki latającej na samolotach Breguet 690. Na miejscu okazało się, że przydział jest nieaktualny. Po upadku Francji, wraz z innymi pilotami ewakuował się do Marsylii, a stamtąd do Vendres nad granicą z Hiszpanią, gdzie dołączyli do dowódcy, kpt. Araszkiewicza. Następnie drogą morską wszyscy ewakuowali się z Vendres do Algieru. Stamtąd pociągiem wyruszyli do Casablanki w Maroku. Z nieznanych przyczyn w Maroku Halicki opuścił oddział i nie wyruszył z nim do Anglii, lecz powrócił do Francji.

### Działalność w partyzantce we Francji
Nie są znane szczegóły jego powrotu do Europy. Wiadomo, że jeszcze w sierpniu 1940 r. przebywał w Casablance. Po przybyciu do Francji dotarł do Chateauroux, gdzie nawiązał kontakt z miejscowymi partyzantami. Zaangażował się tam w działalność polskiej organizacji wywiadowczo-dywersyjnej o nazwie „Nurmi”, podległej wywiadowi brytyjskiemu. W okresie od 15 września 1941 do sierpnia 1942 r. w Chateauroux pełnił w organizacji funkcję dowódcy obwodu. Po rozbiciu „Nurmi” przez francuską policję, kolaborującą z okupantem niemieckim, szczęśliwie uniknął aresztowania. W późniejszym okresie dołączył do Polskiej Organizacji Walki o Niepodległość, w której rozpoczął działalność pod pseudonimem „K-35” w wywiadzie lotniczym. 26 sierpnia 1944 r. otrzymał od swojego dowódcy, mjr. Stanisława Malecińskiego, rozkaz werbowania Polaków z Chateauroux i okolicy. Polecenie to wypełnił wzorowo, przyprowadzając 9 września 1944 r. do obozu partyzanckiego w Montgivray oddział 20 dezerterów z Wehrmachtu w pełnym uzbrojeniu (być może Polaków przymusowo wcielonych do armii niemieckiej) i 10 ochotników z polskiej emigracji. Za tę akcję otrzymał awans do stopnia sierżanta.
Po wyzwoleniu Francji, dzięki działalności w ruchu oporu, został wcielony do Polskich Sił Zbrojnych na Zachodzie i otrzymał stałe zatrudnienie w powstałej w Paryżu Polskiej Misji Wojskowej. Była to instytucja podległa Oddziałowi II Sztabu Naczelnego Wodza w Londynie. Do jego obowiązków służbowych należało m.in. przeprowadzanie szczegółowych rozmów z osobami wyjeżdżającymi i przyjeżdżającymi z Polski.
Sierżant Mieczysław Halicki za służbę wojskową odznaczony został medalami pamiątkowymi: francuskim Croix du Combattant Volontaire (za służbę w ruchu oporu) oraz odznaką Caterpillar Club, w formie złotej gąsieniczki z rubinowymi oczami (za skok spadochronowy w 1934 r.; nazwa i kształt odznaczenia nawiązywały do kokonów jedwabników, z których produkowany jest naturalny jedwab, w tamtych czasach używany do produkcji spadochronów). Wobec demobilizacji polskiej armii na zachodzie zdecydował się na powrót do kraju.

## Czasy powojenne
Po przybyciu do Kłodzka w czerwcu 1947 r., zajął się organizowaniem struktur Polskiej Partii Socjalistycznej w mieście, a następnie został wybrany I sekretarzem komitetu miejskiego tej partii. W marcu 1948 r. został wybrany na przewodniczącego Miejskiej Rady Narodowej w Kłodzku. W czasie piastowania tej funkcji zajmował się organizowaniem podstawowych struktur miejskich i przyczynił się do rozwoju gospodarczego miasta. Opowiadał się m.in. przeciwko powszechnej w tym okresie likwidacji prywatnego handlu i usług. Po zjednoczeniu PPS i PPR, w maju 1949 r. Halicki za krytykę PZPR został usunięty z funkcji przewodniczącego, a ponieważ usiłował odwoływać się od tej decyzji, trafił na kilka miesięcy do więzienia. Pretekstem była rzekoma kradzież rolki siatki ogrodzeniowej.
Resztę życia spędził w Kłodzku, będąc pracownikiem administracyjnym miejscowej rzeźni, nie angażując się w działalność polityczną. Zmarł 8 maja 1959 r. w Kłodzku, w wieku 52 lat. Spoczął na tutejszym cmentarzu komunalnym. Był żonaty z Wandą z domu Oleksik, miał syna Wojciecha.